# コジマ・KE007
コジマ・KE007 (Kojima KE007) は、コジマエンジニアリングが設計・製造したフォーミュラ1カー。1976年に富士スピードウェイで開催されたF1世界選手権イン・ジャパンに参戦した。

## 概要

### コンセプト
日本国内でFL500やFJ1300、F2000などのコンストラクターとして活動していたコジマが、日本初開催のF1レースにスポット参戦するため開発した国産F1マシン。名称は「コジマエンジニアリング (Kojima Engineering) が開発した7作目のマシン」からKE007と命名された。
設計担当は日本初のプライベーターF1マシン、マキ・F101をデザインした小野昌朗（東京R&D代表）。製作担当（チーフメカニック）は初の国産F2000マシン、ノバ・02を設計した解良喜久雄（トミーカイラ元代表）。空力設計はGCマシンなどのボディカウルをデザインしていた由良拓也（ムーンクラフト代表）。3名のほかチームオーナーの小嶋松久やドライバーの長谷見昌弘の意見も交えてコンセプトをまとめた。ベースとなったのは、小野がマキで学んだ教訓や、次回作用に温めていたアイデアだった。
コジマはF1初挑戦となるこのレースで優勝かそれに順ずる成績を収め、それをステップに海外進出を目指すという構想を持っていた。そのためオールラウンドなマシンではなく、高速コースに特化したトップスピード重視の「富士スペシャル」を造ることにした（由良は「このクルマはモナコなんかに持っていったら、予選落ちしていたはずです」と語っている）。コクピットの寸法は長谷見の体格に合わせてあり、ワンオフの「長谷見スペシャル」的なマシンでもあった。
基本設計はメンテナンスやモディファイなどの実用性を見越してオーソドックスにまとめられた。長谷見は小野に「奇抜なマシンじゃなく、富士スピードウェイにあった無難なクルマにしてくれ」と頼んだという。エンジンやギアボックス、ブレーキなどは海外から購入したが、それ以外は2輪レース時代から付き合いのある国内メーカーの部品を使用し、特殊素材の使用など海外のF1チームよりも先進的な技術も導入した。レース前には外国人メカニックたちが視察に訪れ、マシンの細部の出来に感心していたという。

### シャーシ

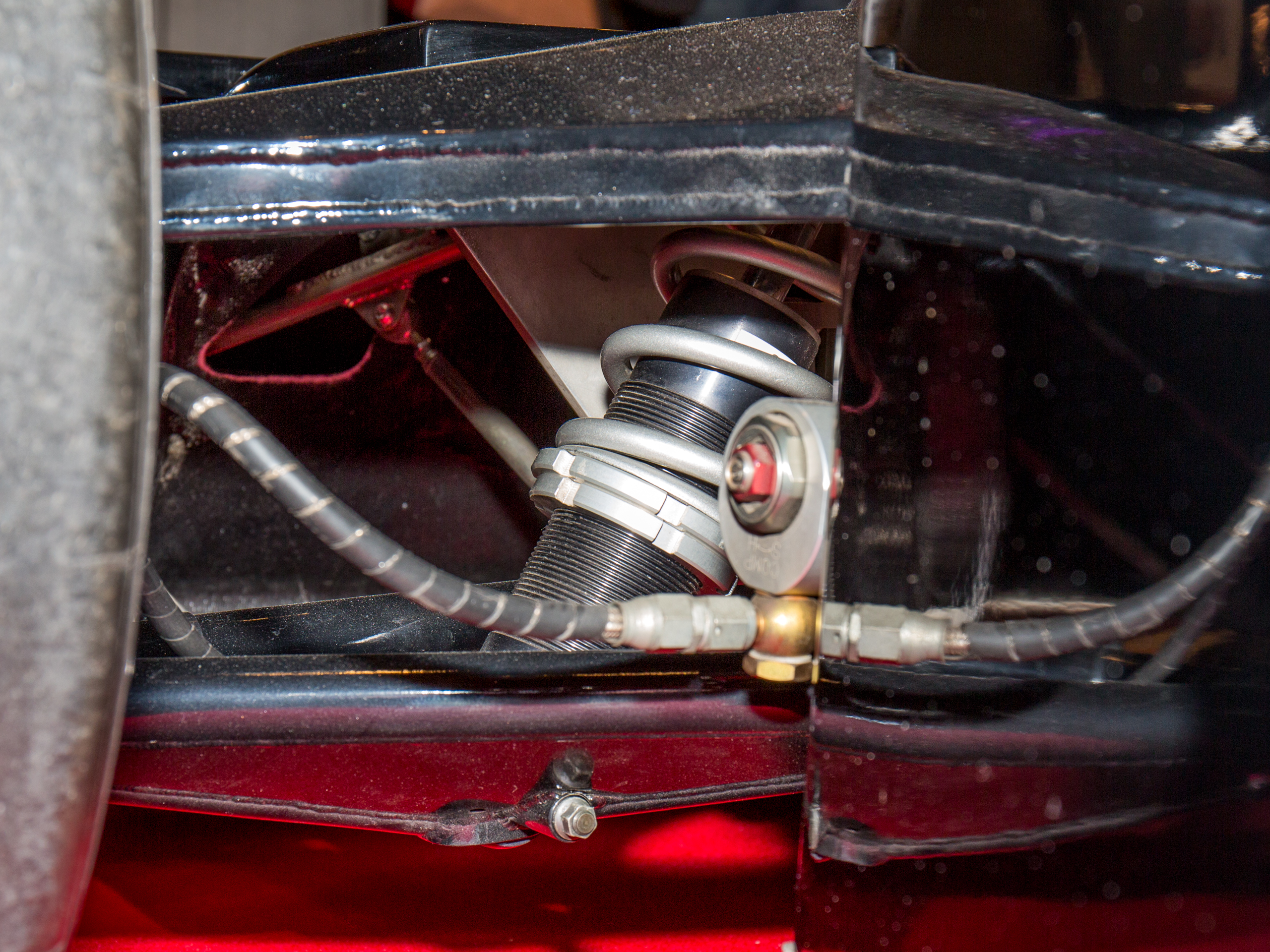
フロントサスペンション

シャーシは一般的なアルミ製のバスタブ式モノコックであるが、一部に軽量化のためチタンやマグネシウムを併用しており、車重は最低重量規定の575kgに近い578kgに抑えられた。角パイプの溶接式が一般的なフロントバルクヘッドを、アルミの削り出しとしたのが特徴。
サスペンションもフロントがロッキングアーム式のダブルウィッシュボーン、リアが4リンクとコンベンショナルな構成だが、カヤバ工業（現KYB）が開発したガス室分離式ダンパーを採用した。2輪のワークスレーサー用をベースにしたもので、シリンダーに伸び側、分離タンクに縮み側のバルブがあり、各個に減衰力を調節可能だった。また、フロントのコイル・ダンパーユニットをアッパーアームの付け根からロワアームの中間へと斜めに寝かせて配置するフルフローティング式としたのも特徴である。この手法によりアッパーアームの位置を下げ、フロントノーズを薄くして空気抵抗を減らそうとした。アッパーアームをアップライトの車軸近くにボールジョイントで取り付ける形は、小野が設計したマキ・F102Cでも用いていた。このサスペンションの基本構成が後のスズキ2輪レーサーの『フルフローターユニット』の原型になったとも伝えられている。
同じく空気抵抗を減らすため、トレッドはフロントが1,400mm、リアが1,450mmというナロートレッドに設定された（当時のF1マシンのフロントトレッドは1,420mm〜1,500mm）。ホイールベースはシェイクダウン時は2,500mmだったが、コーナー出口のオーバーステア傾向を抑えるため、エンジンとギアボックスの間にローラ・T280のベルハウジングを挟んで2,690mmに延長した。

### エンジン

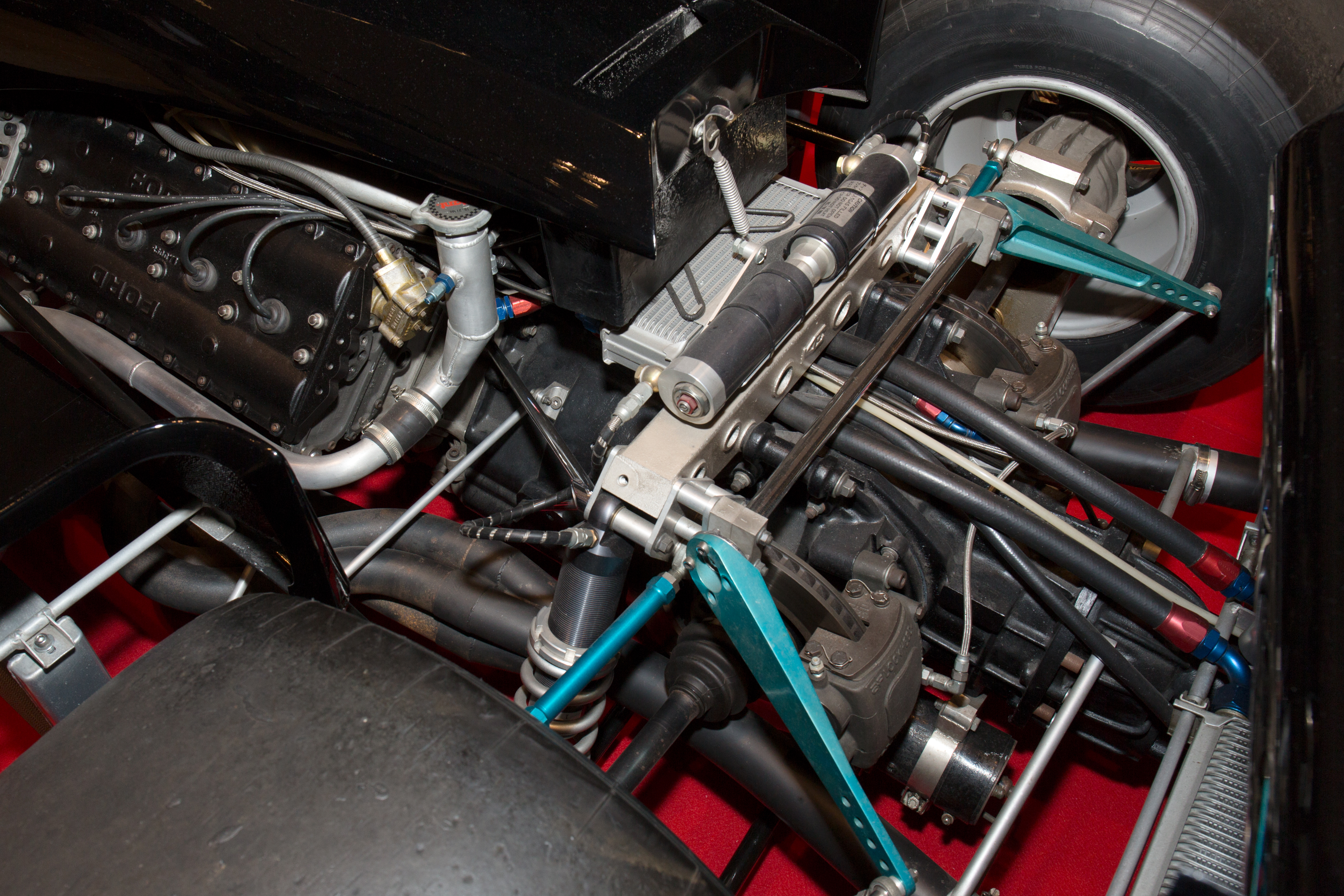
リアセクション

駆動系はフォード・コスワース・DFVエンジンにヒューランド製5速ギアボックスを組み合わせるという、1970年代の標準的なパッケージ。当時のDFVエンジンは馬力が465ps/10,500rpm程度、価格は本体が650万円（周辺機器込みで850万円）だった。
サイドラジエーターはマキF101と同じく、後輪手前のボディ側面にタイヤと平行に配置した。シェイクダウン時よりクーリングに問題があり、夏場のテスト時にはリアウィング支柱の左右にオイルクーラーを設置していたが、10月末の富士ではラジエーターの内側へ移設した。

### ボディ

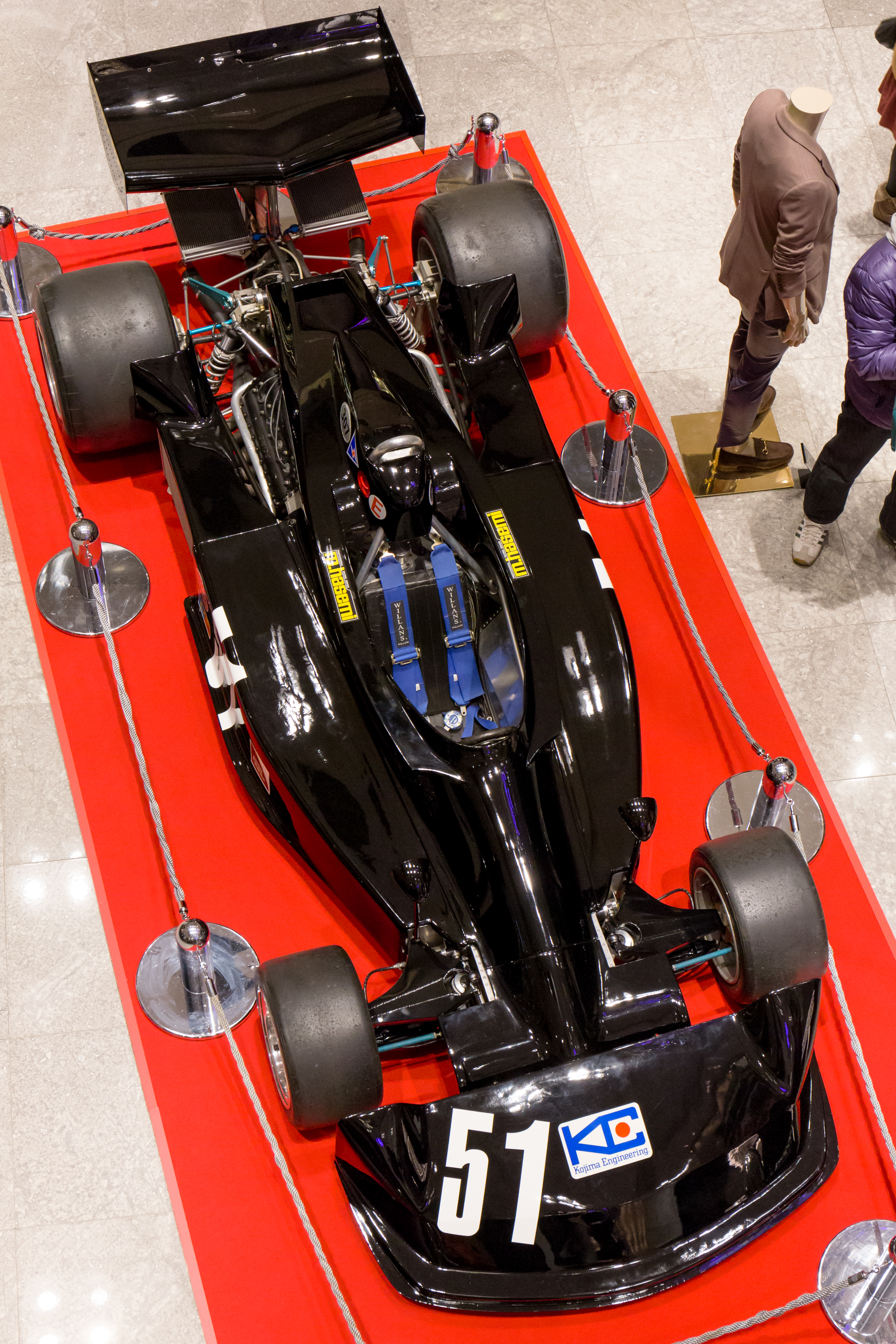
上方より

ボディカウルはカーボンファイバー (CFRP) 製。当時はウィングなど部分的にカーボンパーツの導入が進んでいたが、カウル全面に採用したのはコジマが初めてである。ただし、現在主流のドライカーボンではなくウェットカーボン製法だった。
フロントはタイヤの空気抵抗を減らすスポーツカーノーズを採用。シャーシ側のインナーノーズの上に分離式のノーズカウルを被せる二重構造になっており、カウルの位置や角度をずらしてダウンフォースを調節することができた。本戦ではノーズ先端にリップスポイラーを追加した。
コクピットを囲むセンターカウルの両脇には、フェラーリ・312T2を意識したエンジン吸気用のエアインテークが開口された。ただし、フラット12エンジンのフェラーリと異なり、V8エンジンの場合は吸気ポートが上にあるため、インテークも上側が出っ張った形となり、空力的には好ましくなかった（後継モデルのKE009ではインテークが小さくなった）。テストではロールバーのサイドにインテークを設けたカウルも試してみたが、リアウィングへの気流を乱すため採用されなかった。カウルのエッジが高いため周辺視界が悪くなったが、空力面でドライバーを深く潜り込ませるようなデザインにしたかった、と由良は述べている。
ボディカラーは当初日立マクセルがメインスポンサーにつく予定だったため、全体がマクセルのシンボルカラーである漆黒に塗られた。この話は結局実現せず、サプライヤー以外スポンサーロゴのない黒一色の状態でレースに臨んだ。

### タイヤ
タイヤメーカーは同じくF1初参戦となる日本ダンロップ。コジマから供給を打診された当初はサイズも分からず、写真から大きさを割り出したという。ヒーローズレーシングが購入したティレル・007（本戦では星野一義がドライブ）に付いていたタイヤで実寸を測ったり、イギリスやドイツのダンロップから情報を送ってもらった。
当初は予選用1種、決勝用2種（ソフト、ハード）を用意する予定だったが、テストの結果予選用タイヤの耐久性が良かったことからこれを決勝用ソフトに置き換え、さらにグリップ力の高い予選用スーパーソフトを投入することになった。

## スペック
- シャーシ構造 アルミニウムモノコック
- サスペンション

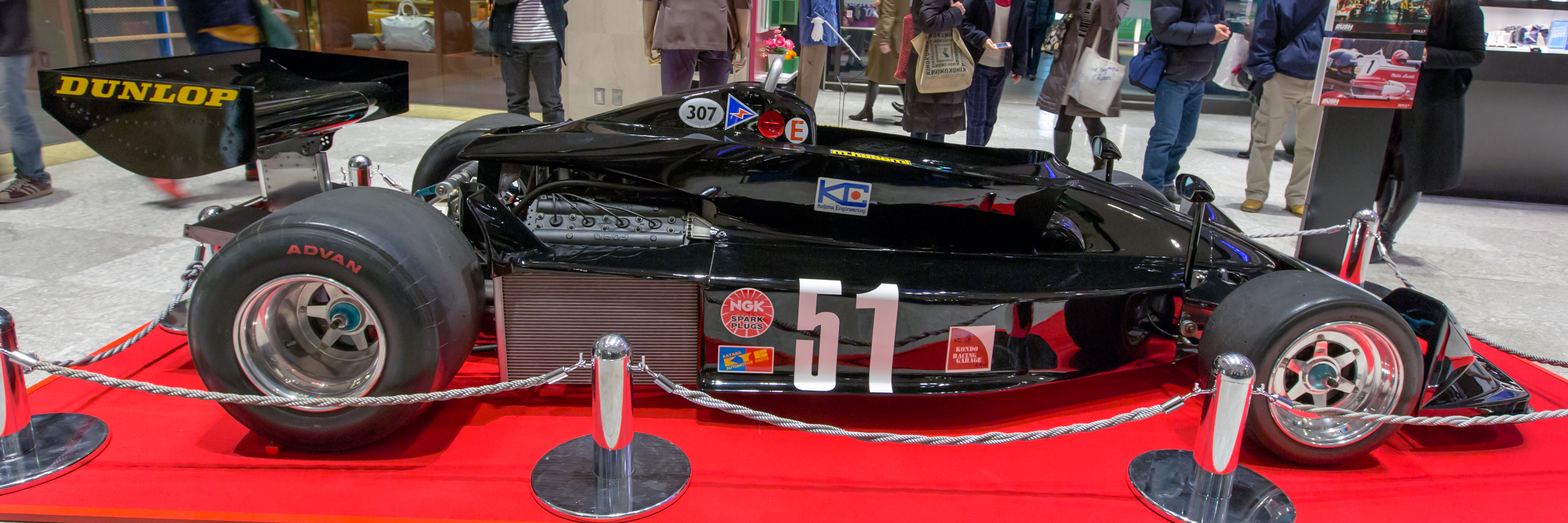
側面より

  - 前ダブルウィッシュボーン（上ロッキングアーム、下Aアーム）
  - 後4リンク（上Iアーム、下パラレルIアーム、ダブルラジアスロッド）
- ダンパー カヤバ工業
- エンジン フォード・コスワース・DFV 自然吸気 2,993cc V8 DOHC4バルブ
- プラグ NGK
- ラジエーター 日本ラヂヱーター
- ギアボックス ヒューランド FGA400 縦置き5速＋リバース1速
- クラッチ ボーグ&ベック
- ブレーキディスク APロッキード
- ホイール ダイマグ13インチ
- タイヤ 日本ダンロップ 前輪220-515/13 後輪400-680/13
- 全長 4,150〜4,600mm
- 全幅 1,935mm
- ホイールベース 2,500〜2,590mm
- トレッド 前1,400mm/後1,450mm
- 重量 578kg

## 活動経歴

### 開発
コジマは1975年12月に独自のマシンでのF1参戦を決定。1976年1月初旬にイギリスから帰国した小野が合流し、本格的な設計・製作作業に取りかかった。7月19日に鈴鹿サーキットでシェイクダウンを行いバランスなどを確認。ラップタイムはF2マシンの5秒落ちだった。長谷見は「正直言ってとても素性のいいマシンができあがった」「実際に走ってみて、100%想像通りだった。まったく違和感のないマシンでしたね」と印象を述べている。
8月、9月には本番の舞台となる富士スピードウェイを借りて計3度のテストセッションを行い、各部のモディファイやタイヤの仕様決定を行った。1974年秋にロニー・ピーターソンがロータス・72でデモンストレーション走行をした時の非公式レコード1分15秒4をラップタイムの目安としていたが、3回目のテストでそれを超える1分14秒8をマークした。

### 幻のポールポジション
F1世界選手権イン・ジャパンは10月22日に開幕し、金曜日に2回（午前・午後）、土曜日に1回の予選が行われた。金曜午前の第1セッションで長谷見は徐々にペースを上げ、全体の4番手タイムとなる1分13秒88を記録。セッティングが確認できたので、走行を途中で切り上げる余裕もみせた。無名地元チームの快走はにわかに注目され、セッション終了後には急遽記者会見が行われた。この席では外国人記者が小嶋や長谷見に向かい「どこのメーカーがバックについているのか?ホンダか、トヨタか、日産か?」と尋ねる場面もあった。グッドイヤータイヤのマネージャーは「ワンラップスペシャルタイヤを使うのは卑怯だ」と憤慨したが、長谷見のタイムはレース用のソフトタイヤで残したものだった。
午後の第2セッションでは予選用スーパーソフトタイヤを装着。マリオ・アンドレッティ（ロータス）、ジェームス・ハント（マクラーレン）、ニキ・ラウダ（フェラーリ）の3名をマークし、彼らのスリップストリームを利用してポールポジションを目指す作戦を採った。長谷見はタイミングを見計らってコースインし、ホームストレートでアンドレッティ、ヘアピン立ち上がりでハントのスリップストリームに入るという理想的なアタックラップをものにする。長谷見はのちに「もう、後にも先にもない完璧なスリップだった」と語っている。
チームの手動計測では、コース中間部のヘアピン通過時点のタイムは午前よりも1秒以上速く、1分12秒台突入は確実視された。しかし、ホームストレートへ向かう最終コーナーを高速旋回中、突然左フロントがガクッと落ちるような衝撃を受け、操縦不能となってアウト側のタイヤバリアに激突した。長谷見は当時の記憶からクラッシュ時の速度を250km/hと見積もっている。奇跡的にドライバーは無傷で済んだが、マシンは左フロント周囲を大破した。
コジマはスペアカーを持っていなかったため、第2セッションの残りと翌日の第3セッションは不出走となった。それでも第1セッションで残したタイムにより、日本勢最高の10番グリッドを獲得した。ポールポジションタイムはアンドレッティが第3セッションで記録した1分12秒77だった。

### 修復作業
コジマの挑戦はクラッシュの時点で終わったかと思われたが、小嶋は2日後の決勝までにマシンを修復することを決断。前線基地として間借りしていた近藤レーシングガレージに運び込み、懸命の修復作業に取り掛かった。クラッシュのダメージはモノコックに及んでおり、使える部分を除けば修復というよりもほとんど新造に近かった。設計図面を京都の本部に置いてきたため、解良の製作ノートをもとに材料を切り出し、現物合わせで車体を製作した。クラッシュの原因は分からなかったが、サスペンションが壊れた可能性があるためアームを補強し、チタンボルトを10mmから12mmに変更することで対処した。
近隣の「大御神レース村」と呼ばれるレーシングガレージ群から見物に訪れていたメカニックたちもその作業に協力した。助っ人の中には猪瀬良一（ノバエンジニアリング代表）や佐藤正幸（セルモ代表）らがいた。長谷見は「みんな頼まれたわけでもないのに無給で働いてくれるんです。もう感謝の気持ちで一杯でした」と語っている。翌11月23日深夜にモノコックの組み立てが始まり、昼夜を問わず作業を続け、開始から40時間後、決勝当日24日の午前7時に修復作業は完了した。

### レースとその後
午前8時30分からのフリー走行にKE007が出走すると、観客席からは拍手が起こった。しかし、急造のためモノコックのリベット打ちのずれを修正する余裕がなく、正しいアライメントをとることができなかった。モノコックがねじれていたため直線でも右に曲がってスピンしそうになるような状態で、ステアリング・ギアボックスもロックして操縦が困難だった。また、解良は長谷見に黙っていたが、わずかにガソリン漏れも起こしていた。決勝は大雨の中でのスタートとなったが、仮にドライコンディションであれば走行スピードも上がるため、出走をキャンセルすることも考えていたという。
長谷見は10番グリッドからスタートし、オープニングラップを14位で通過。日本ダンロップの深溝レインタイヤの性能もあり、6周目には再び10位に浮上した。しかし、雨が止むとタイヤのトレッドが剥離し始め、25周目にピットインして新品のレインタイヤに交換。33周目にはドライ用のスリックタイヤに履き替え、最終的には優勝者のアンドレッティから7周遅れ、完走車の最後尾となる11位でチェッカーを受けた。長谷見はリタイアせず走り続けた理由を「無報酬にもかかわらず徹夜でクルマを修理してくれたみんなのためにも、完走だけはしたかった」と語っている。
なお、F1公式サイト"Formula1.com"では長らく長谷見がこのレースのファステストラップ（1分18秒23）を記録したとされてきたが、国内レースを統括する日本自動車連盟 (JAF) の記録ではジャック・ラフィット（1分19秒97）とされている。レースから40年余り後の2017年にF1公式サイトでもラフィットに訂正された。（詳細は1976年F1世界選手権イン・ジャパン#エピソードを参照）。
コジマは予選のクラッシュの原因を確かめるため半年後に富士でテスト走行を行い、カヤバ工業の協力により無線でデータを収集した結果、フロントサスのアッパーアームの強度が不足していることが判明した（テスト中にはヘアピン出口でアームが折れた）。チームは予選タイムを良くても1分13秒台と見積もっていたが、予選用タイヤの投入で想定よりもスピードが上昇した結果、そのストレスに耐えられなかったものとみられる。後継マシンのKE009ではアームの素材をステンレスに置き換えて補強した。

## 保存状況

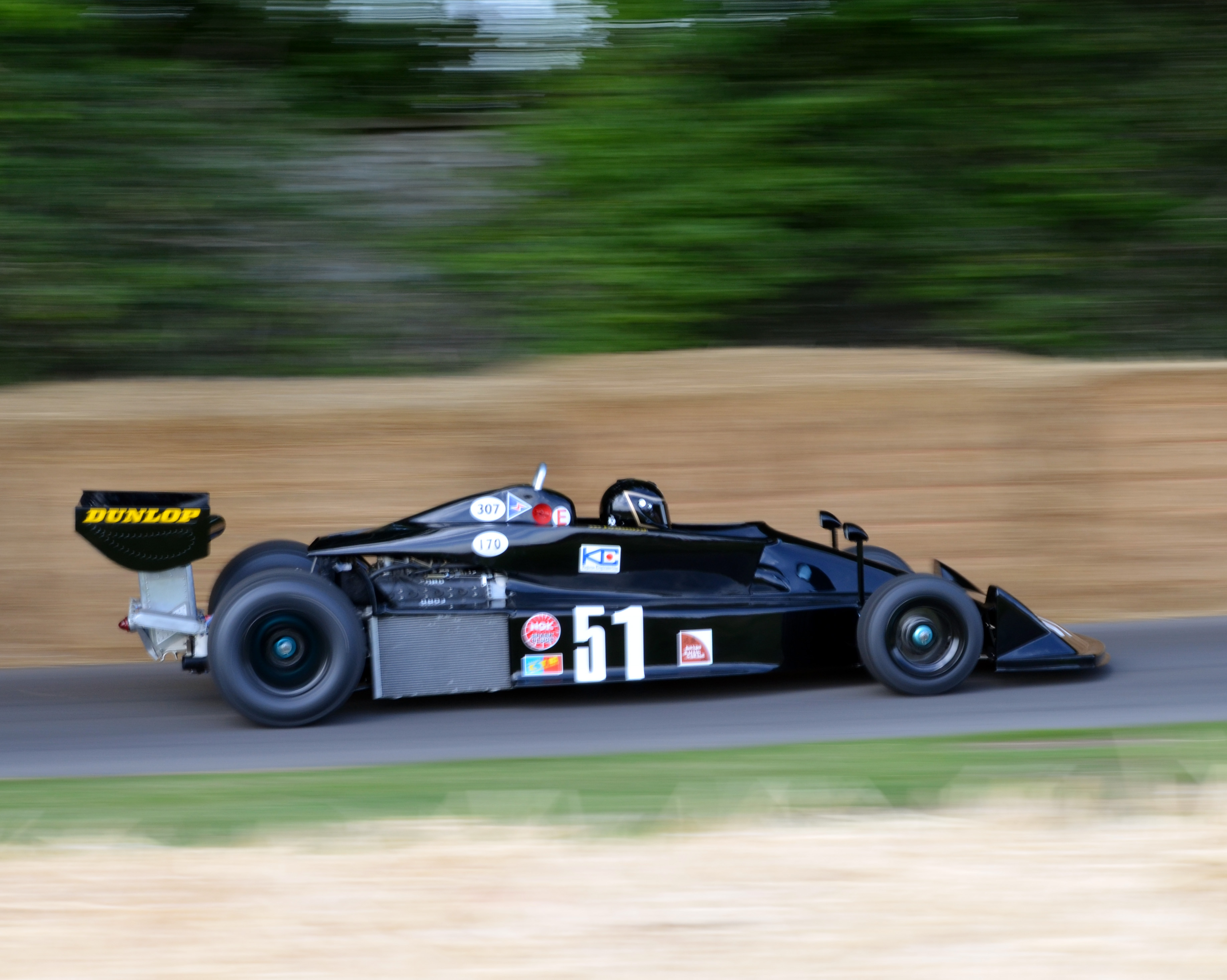
グッドウッド・フェスティバル・オブ・スピード2015で走行するKE007

その後、マシンはヒーローズレーシングを経て転売を繰り返し、長く行方不明となっていた。
1997年9月、広島県でレストアショップ「banfan」を経営していた栃林昭二が、愛媛県松山市のタイヤ店の駐車場に放置されているKE007を発見。車体の劣化は激しく、KE009用のセンターカウルを被され、エンジンはFRP製のダミーに換えられていた。
その後、栃林らの手により約6年がかりで修復されることになった。モノコックはフロントバルクヘッドやロールバーを除いて新造。中古のDFVエンジンなどを海外から購入し、コジマにストックされていたパーツの提供を受けた。また、カヤバ工業の無償協力によりガス室分離式ダンパーが再現された。
2004年にイギリスで行われたグッドウッド・フェスティバル・オブ・スピードで一般公開され、長谷見、栃林のドライブによりヒルクライム走行を行った。その後はイベントや企画展に展示されている。栃林はその後マキ・F101のレストアも行っている。
このマシンに関して、修復者と製作者の間では説明が異なる。栃林は発見時に各部を撮影した写真を小嶋や小野に見てもらった結果、本物のKE007であると確認が取れたと述べている。一方、小嶋はスーパーカーショーの展示用に余っていたF2のモノコックやパーツを組み合わせてF1のボディを乗せたもので、KE007や1977年日本GPで星野一義がドライブしたKE009は行方不明と述べている。なお、クラッシュしたモノコックは現在も近藤レーシングに保管されている。
2013年には、1976年シーズンのチャンピオン争いを描いた映画『ラッシュ/プライドと友情』（原題：Rush）が日本公開され、ジャパンプレミアが行なわれた東京の有楽町マリオンでKE007が一般展示された。
2017年11月、鈴鹿サーキットで行われた「SUZUKA Sound of ENGINE 2017」で、レストア後初の国内サーキット走行を行った。